# 유루캠△
《유루캠△》(일본어: ゆるキャン△ 유루캰[*])은 아f로의 일본의 만화 작품이다. 《망가 타임 키라라 포워드》(호분샤)에서 2015년 7월호부터 2019년 4월호까지 연재되었고, 같은 해 호분샤의 웹코믹 사이트 COMIC FUZ에 이적하여 연재 중이다. 2021년 5월 시점에서 누계 발행 부수는 600만 부를 돌파했다.
디완고가 운영하는 웹사이트 '니코니코 정화' 내의 호분사 공식 코너 '키라라 베이스'에서, 본편의 막간의 사건을 그린 각 이야기 2페이지의 신작 번외편이 《실내캠핑△》의 타이틀로 2016년 4월 9일부터 연재되고 있다.
야마나시현 주변을 무대로, 캠프장에서의 레크리에이션이나 야외 조리 등 아웃도어 취미의 매력과, 그것을 몸에 맞는 범위에서 만끽하는 여고생들의 느긋한 일상을 그린다.
미디어 믹스로서 TV 애니메이션의 제1기가 2018년 1월부터 3월까지 방송되고, 그 후 2020년 1월부터 3월까지 쇼트 애니메이션 《실내캠핑△》이 방송되어, 제2기가 2021년 1월부터 4월까지 방송되었다. 2022년 7월 1일에는 극장 애니메이션이 공개되었다. 또 텔레비전 드라마도 제작되어 TV 도쿄 '목드라 25' 시간대에 제1기가 2020년 1월부터 3월까지 방송되었고, 제2기가 2021년 4월부터 6월까지 방송되었다.

## 줄거리
솔로 캠핑을 즐기는 여고생 '시마 린'은 캠프장에서 길을 잃은 소녀 '카가미하라 나데시코'를 만난다. 린과의 만남으로 캠핑에 흥미를 갖게 된 나데시코는 학교에서 '야외활동 서클'에 가입하고 우연히 린과 재회하게 된다.
다른 사람들과 교류하는 것이 서투른 린은 야클의 가입을 권유하는 나데시코의 제안을 거절하지만 나데시코와 라인을 통해 야클 부원들과 점차 교류하게 되고 캠핑에서의 사진도 주고받으며 행동을 함께하는 일이 점점 늘어난다.

## 등장인물

### 메인 캐릭터
시마 린(志摩リン)
성우 - 토야마 나오
본 작품의 주인공 중 한 명. 생일은 10월 1일. 첫 대면인 나데시코에게도 초등학생 취급 당하는 등 몸집이 작은 체격을 하고 있어 원작 87화까지 허리까지 뻗은 머리카락을 머리 위에서 큰 시니욘에 묶고 있었다. 원작 88화부터 목덜미까지의 쇼트헤어로 이미지 체인지한다. 할아버지의 영향도 있어, 캠프를 즐기는 성분. 다만, 캠프의 경험은 풍부한 편이지만, 캠프장에서 조용히 한 사람의 시간을 보내는 것에 매력을 느끼고 있어, 기본적으로 한산한 겨울철 등, 오히려 시즌 오프 밖에 캠프를 하지 않고, 누군가와 캠프한 경험은 전무했다.
카가미하라 나데시코(各務原なでしこ)
성우 - 하나모리 유미리
본 작품의 주인공 중 한 명. 생일은 3월 4일. 후지산을 바라 보는 것을 좋아하는순진하고 활발한 소녀. 아이치현 도요하시시에 가까운 시즈오카현 하마마쓰시 서부에서 야마나시현으로 이사해 온 당일, 자전거의 승차로 후지산을 보러 왔지만, 비바크를 준비하지 않았고, 일몰까지 잠들어 버려 곤란해 하고 있던 곳을 린에게 도움이 되어 캠프에 흥미를 가지게 된다.
오가키 치아키(大垣千明)
성우 - 하라 사유리
모토스 고교의 동호회 '야외활동 서클'의 부장. 생일은 8월 31일. 시끄럽고 쾌락주의적인 행동파로, 남자다움이 있는 성격이지만, 다소 무모하다. 항상 안경을 쓰고 있어 본편 제54화까지 롱 헤어의 트윈테일. 그 이후는 미디엄 헤어로 이미지 체인지한다.
이누야마 아오이(犬山あおい)
성우 - 토요사키 아키
야외 활동 서클의 일원으로, 치아키와 2명이 동호회를 시작한 창립 멤버. 아무렇지도 않게 모두를 팔로우하는 정리역. 생일은 3월 4일. 언니답게 차분한 성격으로, 한가로운 간사이 변풍의 말투로 말한다.
사이토 에나(斉藤恵那)
성우 - 타카하시 리에
린의 학교 친구로, 휴일도 집에서 캠프처의 린과 SNS에서 메시지를 나누는 사이. 생일은 9월 1일. 참견쟁이로, 좀처럼 솔직하게 될 수 없는 인과 다른 등장인물과의 사이를 잡는 등, 린을 서포트한다.

### 준 메인 캐릭터
카가미하라 사쿠라(各務原桜)
성우 - 이노우에 마리나
원작 제1화부터 등장. 나데시코의 누나. 대학생. 제1화에서 조난당할 뻔한 나데시코를 맞이하기 위해 등장했을 때는 여동생을 엄하게 꾸짖고 있지만, 잘 보살피고, 나데시코로부터는 존경받고 있다.
토바 미나미(鳥羽美波)
성우 - 이토 시즈카
원작 제11화부터 등장. 모토스 고등학교에 부임해 온 신임 여교사. 담당 교과목은 역사.
토키 아야노(土岐綾乃)
성우 - 쿠로사와 토모요
원작 제13화에 이름만 등장. 원작 제28화부터 본인이 등장. 시즈오카현 하마마쓰시에 사는 나데시코의 소꿉친구. 나데시코에게 '아야짱'이라고 불린다.

### 모토스 교등학교 학생
미즈나미 에마(瑞浪絵真)
성우 - 사시데 마리아
모토스 고등학교에 다니는 1학년. 고등학교에 입학하기 직전, 후지카와 공원에서 치쿠와와 함께 산책하고 있던 에나와 알게 된다.
나카츠가와 메이(中津川メイ)
성우 - 아마노 코코아
모토스 고등학교에 다니는 1학년. 에마의 절친. 자택에 개 한펜을 기르고 있다. 후지카와 공원에서 치쿠와와 함께 산책하고 있던 에나와 엇갈려 에마와 합류한다.

### 모토스 고등학교 교사
타하라(田原)
원작 제13화와 제14화에서 언급되는, 토바의 전임 역사 교사.
오마치(大町)
원작 제19화, 원작 제35화에 등장하는 남성 교사로, 등산부의 고문. 토바가 야외활동 서클의 고문을 맡을 때까지 교정에서의 모닥불 허가와 지도 등을 맡고 있었다.
교감
모토스 고등학교의 교감을 맡고 있는 남성. 이름은 미상. 원작 제19화에 등장. 타하라의 후임으로 부임한 토바를 동아리 활동의 고문을 맡도록 의논한다.

### 시마 일가
시마 사키(志摩咲)
성우 - 미즈하시 카오리
원작 제6화부터 등장. 린의 어머니. 린이 집에 있는 장면이나, 등교나 여행으로 집에서 출발하는 장면에서 여러 번 등장했다.
신시로 하지메(新城肇)
성우 - 오오츠카 아키오
린의 외할아버지. 린이 중학생 때 혼자 캠프를 시작하게 된 계기가 된 인물.
시마 와타루(志摩渉)
성우 - 사쿠라이 타카히로
원작 제24화부터 등장. 린의 아버지.

### 카가미하라 일가
카가미하라 시즈카(各務原静花)
성우 - 야마모토 노조미
원작 제16화에서 첫등장. 나데시코와 사쿠라의 어머니.
카가미하라 슈이치로(各務原修一朗)
성우 - 오하타 신타로
원작 제16화에 첫등장. 나데시코와 사쿠라의 아버지. 회사원. 콧수염을 기르고 있다.
카카미가하라 마치코(各務原真知子)
성우 - 타이라 마스미
나데시코 할머니. 원작 제28화에 등장. 원작 및 텔레비전 애니메이션판에서는 본명이 불명했지만, 텔레비전 드라마판에 등장함에 있어서 이름이 설정되어 있다.

### 이누야마 일가
이누야마 아카리(犬山あかり)
성우 - 마츠다 리사에
원작 제22화부터 등장. 아오이의 여동생. 아오이를 어린 것 같은 외모로, 언니와 같이 굵은 눈썹이 특징으로, 똑같이 간사이풍의 어조로 말한다.
이누야마 미네코(犬山みね子)
성우 - 신도 나오미
원작 제22화에 등장. 아오이의 할머니. 아오이와 아카리와 마찬가지로 굵은 눈썹.

### 사이토 일가
사이토 준(斉藤潤)
에나의 아버지. 원작 제19화의 에나의 대사에서 언급되고 있으며, 원작 제31화에서 본인이 등장.
치쿠와(ちくわ)
성우 - 하라 사유리
원작 제3화부터 등장. 에나가 기르고 있는 치와와.

### 여행지에서 만나는 인물
토바 료코(鳥羽涼子)(여성)
성우 - 코쿠류 사치
원작 제11화에 언니 미나미와 함께 등장. 캠핑장에 있을 때 비장탄 점화에 어려움을 겪는 린을 도와 나데시코에게 필살화 피식이라는 말을 듣는다.
키쿠가와 스바루(菊川昴)
성우 - 카와스미 아야코
원작 제15화, 제25화에 등장.  야샤진 고개에서 만난 등산객이다.
캠프장의 관리인
성우 - 우레시노 마사미치(HTB)
원작 33화에 등장. 야마나카코의 캠프장 관리인으로, 곶에 텐트를 치려고 했던 치아키 일행을 '안돼, 위험해'라고 멈추게 한다.

## 서지 정보
- 아f로 《유루캠△》 호분샤 〈망가 타임 KR 코믹스〉
  1. 2015년 11월 12일 발매, ISBN 978-4-8322-4635-5
  2. 2016년 7월 12일 발매, ISBN 978-4-8322-4719-2
  3. 2017년 2월 10일 발매, ISBN 978-4-8322-4804-5
  4. 2017년 7월 12일 발매, ISBN 978-4-8322-4851-9
  5. 2017년 12월 12일 발매, ISBN 978-4-8322-4900-4
  6. 2018년 3월 12일 발매, ISBN 978-4-8322-4927-1
  7. 2018년 10월 11일 발매, ISBN 978-4-8322-4983-7
  8. 2019년 4월 26일 발매, ISBN 978-4-8322-7092-3
  9. 2020년 1월 10일 발매, ISBN 978-4-8322-7149-4
  10. 2020년 3월 12일 발매, ISBN 978-4-8322-7174-6
  11. 2021년 1월 7일 발매, ISBN 978-4-8322-7240-8
  12. 2021년 4월 12일 발매, ISBN 978-4-8322-7269-9
  13. 2022년 3월 10일 발매, ISBN 978-4-8322-7352-8
  14. 2022년 11월 10일 발매, ISBN 978-4-8322-7415-0
  15. 2023년 11월 10일 발매, ISBN 978-4-8322-9501-8
  16. 2024년 3월 12일 발매, ISBN 978-4-8322-9529-2

## 애니메이션
제1기는 2018년 1월부터 3월까지 AT-X 등에서 방송되었다. 방영 즉시 아니메 팬들의 인기가 늘어나 아웃도어 용품이 팔려 나가는 등 대인기 작품이 되었다.
쇼트 애니메이션 《실내캠핑△》은 2020년 1월부터 3월까지 약 5분 프레임의 단편 TV 애니메이션으로서 방송되었다.
제2기 《유루캠△ SEASON2》이 2021년 1월부터 4월까지 방송되었다.
극장 애니메이션 《극장판 유루캠△》이 2022년 7월 1일에 쇼치쿠 배급으로 공개되었다.
텔레비전 애니메이션 제2기의 속편으로서 제3기 《유루캠△ SEASON3》가, 2024년 4월부터 6월까지 AT-X 등에서 방송되었다.

### 스태프
|                                   | 제1기                                                             | 제2기                                                          | 쇼트 애니메이션                                                | 제3기                                                                                               |
| --------------------------------- | ----------------------------------------------------------------- | -------------------------------------------------------------- | -------------------------------------------------------------- | --------------------------------------------------------------------------------------------------- |
| 원작                              | 아f로                                                             | 아f로                                                          | 아f로                                                          | 아f로                                                                                               |
| 감독                              | 쿄고쿠 요시아키                                                   | 쿄고쿠 요시아키                                                | 진보 마사토                                                    | 토사카 신                                                                                           |
| 시리즈 구성                       | 타나카 진                                                         | 타나카 진                                                      | 이토 무츠미                                                    | 피에르 스기우라                                                                                     |
| 캐릭터 디자인                     | 사사키 무츠미                                                     | 사사키 무츠미                                                  | 사사키 무츠미                                                  | 하시모토 나오후미                                                                                   |
| 총작화 감독                       | 사사키 무츠미                                                     | 사사키 무츠미                                                  | 사사키 무츠미                                                  | 마츠오 마사히코                                                                                     |
| 총작화 감독                       | 빈칸                                                              | 와타나베 아사미 (제6화 이후)                                   | 빈칸                                                           | 토요타 아키코                                                                                       |
| 프롭 디자인프롭 작화 감독 (제1기) | 야마오카 나오코                                                   | 야마오카 나오코                                                | 야마오카 나오코                                                | 토요타 아키코                                                                                       |
| 프롭 디자인프롭 작화 감독 (제1기) | 빈칸                                                              | 이모토 미호 츠츠미야 노리코                                    | 빈칸                                                           | 오키츠 카오리                                                                                       |
| 메카 작화 감독                    | 마루오 하지메                                                     | 빈칸                                                           | 빈칸                                                           | 빈칸                                                                                                |
| 메카 디자인                       | 엔도 다이스케                                                     | 엔도 다이스케                                                  | 빈칸                                                           | 이나타 와타루                                                                                       |
| 메카 디자인                       | 빈칸                                                              | 마루오 하지메                                                  | 빈칸                                                           | 이나타 와타루                                                                                       |
| 미술 감독                         | 운노 요시미                                                       | 운노 요시미                                                    | 운노 요시미                                                    | 곤페이 타케토                                                                                       |
| 색채 설계                         | 미즈노 타에코                                                     | 미즈노 타에코                                                  | 미즈노 타에코                                                  | 하세가와 미호                                                                                       |
| 촬영 감독                         | 타나카 히로아키                                                   | 타나카 히로아키                                                | 타나카 히로아키                                                | 오가와 카츠토                                                                                       |
| 3DCGCG 디렉터(제3기)              | 히라카와 요시후미                                                 | 히라카와 요시후미                                              | 빈칸                                                           | 히로사와 노리미츠                                                                                   |
| 편집                              | 쿠로사와 마사유키                                                 | 쿠로사와 마사유키                                              | 빈칸                                                           | 빈칸                                                                                                |
| 음향 감독                         | 타카데라 타케시                                                   | 타카데라 타케시                                                | 타카데라 타케시                                                | 타카데라 타케시                                                                                     |
| 음악                              | 타테야마 아키유키                                                 | 타테야마 아키유키                                              | 타테야마 아키유키                                              | 타테야마 아키유키                                                                                   |
| 음악 제작                         | MAGES.                                                            | MAGES.                                                         | MAGES.                                                         | MAGES.                                                                                              |
| 음악 프로듀서                     | 무라카미 준                                                       | 무라카미 준                                                    | 무라카미 준                                                    | 타카이 우라라                                                                                       |
| 치프 프로듀서                     | 안도 세이지                                                       | 빈칸                                                           | 빈칸                                                           | 안도 세이지                                                                                         |
| 프로듀서                          | 코바야시 히로유키, 와타세 쇼타, 모모다 히데오, 시모사토 사토루    | 코바야시 히로유키, 와타세 쇼타, 모모다 히데오, 시모사토 사토루 | 코바야시 히로유키, 와타세 쇼타, 모모다 히데오, 시모사토 사토루 | 코바야시 히로유키, 와타세 쇼타, 모모다 히데오, 시모사토 사토루                                      |
| 프로듀서                          | 미야기 소지                                                       | 미야기 소지                                                    | 미야기 소지                                                    | 와다 카오루 오오와다 토모유키 오자와 후미히로 코에누마 유리 마사다 아츠시 아와지 토오루 오쿠무라 요 |
| 프로듀서                          | 와다 카오루 스기 타쿠마 타다 유이치 오카무라 타케마 키무라 카오리 | 안도 세이지 오쿠무라 요 마츠다 미노루                          | 엔도 쿄코 쿠마모토 유스케                                      | 와다 카오루 오오와다 토모유키 오자와 후미히로 코에누마 유리 마사다 아츠시 아와지 토오루 오쿠무라 요 |
| 프로듀서                          | 와다 카오루 스기 타쿠마 타다 유이치 오카무라 타케마 키무라 카오리 | 오오와다 토모유키, 마츠무라 슌스케                             |                                                                | 와다 카오루 오오와다 토모유키 오자와 후미히로 코에누마 유리 마사다 아츠시 아와지 토오루 오쿠무라 요 |
| 애니메이션 프로듀서               | 마루 료지                                                         | 마루 료지                                                      | 마루 료지                                                      | 오오타케 타카시                                                                                     |
| 슈퍼바이저                        | 빈칸                                                              | 빈칸                                                           | 쿄고쿠 요시아키                                                | 하이바라 유지                                                                                       |
| 제작 프로듀스                     | 빈칸                                                              | DeNA 콘텐츠 기획부                                             | DeNA 콘텐츠 기획부                                             | 빈칸                                                                                                |
| 프로듀스                          | 빈칸                                                              | 빈칸                                                           | 호리타 마사이치                                                | 빈칸                                                                                                |
| 애니메이션 제작                   | C-Station                                                         | C-Station                                                      | C-Station                                                      | 에이트 비트                                                                                         |
| 제작                              | 야외활동 서클                                                     | 야외활동 위원회                                                | 야외활동 위원회                                                | 야외활동 프로젝트                                                                                   |

### 주제가
SHINY DAYS
아사카에 의한 제1기 오프닝 테마. / 작사 - 나가즈카 켄토 / 작곡 - 아라테메 쇼 / 편곡 - 유우키 신이치
온화한 겨울날(ふゆびより)
사사키 에리에 의한 제1기 엔딩 테마. / 작사 - 사사키 에리 / 작곡·편곡 - 사사키 에리, 나카무라 히로
Seize The Day
아사카에 의한 제2기 오프닝 테마. / 작사·작곡 - 나가즈카 켄토 / 편곡 - 타테야마 아키유키
머지않은 봄(はるのとなり)
사사키 에리에 의한 제2기 엔딩 테마. / 작사 - 사사키 에리 / 작곡·편곡 - 사사키 에리, 나카무라 히로
이곳에서(この場所で。)
실내활동 서클에 의한 제2기 제7화 삽입곡. / 작사·가창 - 아사카 / 작곡·편곡 - 타테야마 아키유키
레이드백 저니(レイドバックジャーニー)
키미노네에 의한 제3기 오프닝 테마. / 작사 - 츠무기 샤치, 쿠시타 마인 / 작곡·편곡 - 쿠시타 마인
So Precious
아사카에 의한 제3기 엔딩 테마. / 작사 - 사사키 에리 / 작곡·편곡 - 사사키 에리, 나카무라 히로
The Sunshower
아사카에 의한 실내캠핑△ 주제가. / 작사·작곡 - 사사키 에리 / 편곡 - 나카무라 히로

### 방영 목록
| 순서   | 일본어 제목                        | 한국어 제목                            | 각본                                          | 그림 콘티                                        | 연출                                                                           | 작화 감독 | 총작화 감독                                                               | 첫 방송일      | 방송내용           |
| 제1기  | 제1기                              | 제1기                                  | 제1기                                         | 제1기                                            | 제1기                                                                          | 제1기 | 제1기                                                                     | 제1기          | 제1기              |
| ------ | ---------------------------------- | -------------------------------------- | --------------------------------------------- | ------------------------------------------------ | ------------------------------------------------------------------------------ | --- | ------------------------------------------------------------------------- | -------------- | ------------------ |
| 제1화  | ふじさんとカレーめん               | 후지산 카레 라면                       | 타나카 진 (田中仁)                            | 쿄고쿠 요시아키 (京極義昭)                       | 쿄고쿠 요시아키 (京極義昭)                                                     | 사사키 무츠미 (佐々木睦美) | 사사키 무츠미                                                             | 2018년 1월 4일 |                    |
| 제2화  | ようこそ野クルへ！                 | 야외 활동 서클에 오신 것을 환영합니다! | 타나카 진 (田中仁)                            | 타나카 진 카네코 신고                            | 카네코 신고 (金子伸吾)                                                         | 츠츠미야 노리코 (堤谷典子) | 사사키 무츠미                                                             | 1월 11일       | 2, 3화 방캠        |
| 제3화  | ふじさんとまったりお鍋キャンプ     | 후지산 유유자적 찌개 캠프              | 타나카 진 (田中仁)                            | 야마자키 유타 (山崎雄太)                         | 이와자키 타로 (岩崎太郎)                                                       | 아오노 아츠시 (青野厚司) | 사사키 무츠미                                                             | 1월 18일       | 4화, 방캠          |
| 제4화  | 野クルとソロキャンガール           | 야외 활동 서클과 솔로 캠핑 걸          | 이토 무츠미 (伊藤睦美)                        | 타무라 마사후미 (田村正文)                       | 소쿠자 마코토 (則座誠)                                                         | 세키구치 마사히로 (関口雅浩) | 사사키 무츠미                                                             | 1월 25일       | 5, 6화, 방캠       |
| 제5화  | ふじさんとまったりお鍋キャンプ     | 후지산 유유자적 찌개 캠프              | 이토 무츠미 (伊藤睦美)                        | 쿄고쿠 요시아키                                  | 카마나카 노부하루 (鎌仲史陽)                                                   | 오-시마 미와 (大島美和) 츠츠미야 노리코 | 사사키 무츠미                                                             | 2월 1일        | 2권 7, 8화 방캠    |
| 제6화  | お肉と紅葉と謎の湖                 | 고기랑 홍차랑 수수께끼 호수            | 타나카 진                                     | 타마나카 노부하루 (鎌仲史陽)                     | 나카하마 노리히코 (ながはまのりひこ)                                           | 타케시마 테루 (竹島照子) | 사사키 무츠미                                                             | 2월 8일        | 9, 10화 방캠       |
| 제7화  | 湖畔の夜とキャンプの人々           | 호반의 밤과 캠핑장 사람들              | 타나카 진                                     | 야마자키 유타                                    | 야마자키 유타                                                                  | 오-시마 미와 츠츠미야 노리코 호시노 마모루 (星野守) 사사키 무츠미 | 사사키 무츠미                                                             | 2월 15일       |                    |
| 제8화  | テスト、カリブー、まんじゅううまい | 시험, 카리부, 만쥬 맛있어              | 이토- 무츠미                                  | 테라히가시 카츠미 (寺東克己)                     | 야바나 카오루 (矢花馨)                                                         | 요시다 하지메 (吉田肇) 오가와 코지 (小川浩司) 츠보타 신타로 (坪田慎太郎) 치바 타카유키 (千葉孝幸) | 사사키 무츠미                                                             | 2월 15일       | 13, 3권 14화 방캠  |
| 제9화  | なでしこナビと湯けむりの夜         | 나데시코 길 안내와 따뜻한 온천의 밤    | 타나카 진                                     | 쿠로사와 마사유키 (黒澤雅之)                     | 나카하마 노리히코                                                              | 츠츠미야 노리코 오시마 미와 이와오 타카시 (岩男貴志) | 사사키 무츠미                                                             | 3월 1일        | 15, 16, 17a화 방캠 |
| 제10화 | 旅下手さんとキャンプ会議           | 여행 하수 씨와 캠핑 회의               | 이토 무츠미                                   | 야마자키 유타                                    | 야마자키 유타                                                                  | 시마다 히데아키 (しまだひであき) 타니구치 요시아키 (谷口義明) 오다 타에코 (小田多恵子) 츠노 미츠요 (津野満代) | 사사키 무츠미                                                             | 3월 8일        |                    |
| 제11화 | クリキャン！                       | 크리스마스 캠핑!                       | 타나카 진                                     | 카네코 신고                                      | 타카노 야요이 (高野やよい)                                                     | 이시카와 소지 (石川奨士) 코다 토모키 (香田知樹) 타카노 유카리 (髙野ゆかり) 후타마츠 마리 (二松真理) 마츠모토 마미코 (松本まみ子) | 사사키 무츠미                                                             | 3월 15일       | 20, 21, 22화       |
| 제12화 | ふじさんとゆるキャンガール         | 후지산과 유루 캠핑 걸                  | 타나카 진                                     | 쿄고쿠 요시아키 (京極義昭)                       | 쿄고쿠 요시아키 (京極義昭)                                                     | 오시마 미와 츠츠미야 노리코 사사키 무츠미 | 사사키 무츠미                                                             | 3월 22일       |                    |
| 제2기  |                                    |                                        |                                               |                                                  |                                                                                | |                                                                           |                |                    |
| 제1화  | 旅のおともにカレーめん             | 여행의 동반자 카레면                   | 타나카 진 (田中仁)                            | 쿄고쿠 요시아키 (京極義昭)                       | 쿄고쿠 요시아키 (京極義昭)                                                     | 야마시타 요시미츠 (山下喜光) 엔도 다이스케 (遠藤大輔) 콘도 리츠코 (近藤律子) | 사사키 무츠미 (佐々木睦美)                                                | 2021년 1월 7일 |                    |
| 제2화  | 大晦日のソロキャンガール           | 섣달그믐의 솔로 캠핑 걸                | 타나카 진 (田中仁)                            | 카네코 신고 (金子伸吾)                           | 카네코 신고 (金子伸吾)                                                         | 와타나베 아사미 (渡邉亜彩美) 엔도 다이스케 오오시마 미와 (大島美和) | 사사키 무츠미 (佐々木睦美)                                                | 1월 14일       |                    |
| 제3화  | たなぼたキャンプと改めて思ったこと | 행운의 캠핑과 새삼 생각한 것           | 타나카 진 (田中仁)                            | 쿄고쿠 요시아키                                  | 이와사키 타로 (岩崎太郎)                                                       | 와타나베 아사미 엔도 다이스케 콘도 리츠코 | 사사키 무츠미 (佐々木睦美)                                                | 1월 21일       |                    |
| 제4화  | バイトのお金で何を買う?            | 알바비로 뭐 살 거야?                   | 타나카 진 (田中仁)                            | 쿠로사와 마사유키 (黒澤雅之)                     | 스즈키 카오루 (鈴木薫)                                                         | 타케모토 미키 (竹本美希) | 사사키 무츠미 (佐々木睦美)                                                | 1월 28일       |                    |
| 제5화  | カリブーくんと山中湖               | 카리부 군과 야마나카코                 | 이토 무츠미 (伊藤睦美)                        | 진보 마사토 히로토미 마유 (廣冨麻由)             | 진보 마사토                                                                    | 야마시타 요시미츠 키타지마 유키 (北島勇樹) | 사사키 무츠미 (佐々木睦美)                                                | 2월 4일        |                    |
| 제6화  | 大間々岬の冬                       | 오마마미사키의 겨울                    | 이토 무츠미 (伊藤睦美)                        | 진보 마사토 히로토미 마유 (廣冨麻由)             | 나가하마 노리히코 (ながはまのりひこ)                                           | 와타나베 아사미 츠츠미야 노리코 (堤谷典子) 키타지마 유키 엔도 다이스케 | 사사키 무츠미 와타나베 아사미                                             | 2월 11일       |                    |
| 제7화  | なでしこのソロキャン計画           | 나데시코의 솔로 캠핑 계획              | 타나카 진                                     | 쿠로사와 마사유키                                | 스즈키 카오루                                                                  | 타케모토 미키 타나카 오리에 (田中織枝) | 사사키 무츠미 와타나베 아사미                                             | 2월 18일       |                    |
| 제8화  | ひとりのキャンプ                   | 나 홀로 캠핑                           | 타나카 진                                     | 카네코 신고                                      | 아이자와 카게츠 (相澤伽月)                                                     | 콘도 리츠코 키타지마 유키 츠츠미야 노리코 엔도 다이스케 | 사사키 무츠미 와타나베 아사미                                             | 2월 25일       |                    |
| 제9화  | 冬の終わりと出発の日               | 겨울의 끝자락과 출발하는 날            | 타나카 진                                     | 쿄고쿠 요시아키                                  | 나가하마 노리히코                                                              | 야마시타 요시미츠 키타지마 유키 츠카코시 슈헤이 (塚越修平) 아이자와 카나 (会沢佳奈) | 사사키 무츠미 와타나베 아사미                                             | 3월 4일        |                    |
| 제10화 | 伊豆キャン! はじまり               | 이즈 캠핑! 시작                        | 이토 무츠미                                   | 이와사키 타로                                    | 이와사키 타로                                                                  | 콘도 리츠코 엔도 다이스케 와타나베 아사미 키타지마 유키 츠츠미야 노리코 아이자와 카나 | 사사키 무츠미 와타나베 아사미                                             | 3월 11일       |                    |
| 제11화 | 伊豆キャン!! みちゆき              | 이즈 캠핑!! 여정                       | 이토 무츠미                                   | 타무라 마사후미 (田村正文)                       | 타카노 야요이 (高野やよい)                                                     | 코조노 나호 (小園菜穂) 키타지마 유키 미즈타케 슈지 (水竹修治) 미미우라 토모아키 (耳浦朋彰) 이시카와 쇼시 (石川奨士) | 사사키 무츠미 와타나베 아사미                                             | 3월 18일       |                    |
| 제12화 | 伊豆キャン!!! バースデー!          | 이즈 캠핑!!! 생일!                     | 타나카 진                                     | 쿠즈야 나오유키 (葛谷直行) 카네고 신고           | 카네코 신고                                                                    | 야마시타 요시미츠 엔도 다이스케 아이자와 카나 키타지마 유키 야마요시 카즈유키 (山吉一幸) 사토 카오리 (佐藤香織) 콘도 리츠코 츠카코시 슈헤이 와타나베 아사미                                                                                      | 사사키 무츠미 와타나베 아사미                                             | 3월 25일       |                    |
| 제13화 | ただいま                           | 다녀왔어                               | 타나카 진                                     | 아사노 카게토시 (浅野景利) 쿄고쿠 요시아키       | 아사노 카게토시 (浅野景利) 쿄고쿠 요시아키                                     | 콘도 리츠코 엔도 다이스케 와타나베 아사미 아이자와 카나 츠츠미야 노리코 이모토 미호 (井本美穂) 츠카코시 슈헤이 야마시타 요시미츠 키타지마 유키                                                                                                   | 사사키 무츠미                                                             | 4월 1일        |                    |
| 제3기  |                                    |                                        |                                               |                                                  |                                                                                | |                                                                           |                |                    |
| 제1화  | 次、どこ行こうか                   | 다음엔 어디로 갈까?                    | 피에르 스기우라 (ピエール杉浦)                | 토사카 신 (登坂 晋) 코지마 마사시 (小島正士)     | 토사카 신                                                                      | 토미오카 타카시 (富岡隆司) 오노 츠토무 (大野勉) 사토 히로아키 (佐藤弘明) | 토요타 아키코 (豊田暁子) 마츠오 마사히코 (松尾真彦)                       | 2024년 4월 4일 |                    |
| 제2화  | プチキャンと庭キャン               | 프티캠과 마당캠                        | 브라질리 앤 야마다 (ブラジリィー・アン・山田) | 토사카 신 (登坂 晋) 코지마 마사시 (小島正士)     | 카시마 노리오                                                                  | 오오노 츠토무 아마노 타츠야 (天野たつや) 요시다 히토미 (吉田ひとみ) 모리카와 유키 (森川侑紀) 江湧 蓋春垚 黄志龍 | 마지로 이카 (いか) 카이치 (かいち) 요피 (よぴ) 세가와 타케히사 (瀬川健寿) | 4월 11일       |                    |
| 제3화  | 出発! 吊り橋の国                   | 출발! 현수교의 나라                    | 피에르 스기우라                               | 코지마 마사시                                    | 시마 아리사 (島亜里紗) 이노카와 신타로 (井之川慎太郎) 혼다 료타로 (本田遼太郎) | 키타지마 유키 (北島勇樹) 이시야마 나오미 (石山直美) 요시다 류타 (吉田隆太) 모리타 유시 (モリタユーシ) 무카이가와라 아키라 (向川原 憲) A-NIN 타케우치 아키라 (竹内アキラ) 륫치 (りゅっち) 아카오 료타로 (赤尾良太郎) 大野薫乃 일영공방 (日影工房) | 토요타 아키코 마츠오 마사히코 마지로 이카 카이치 요피 세가와 타케히사     | 4월 18일       |                    |
| 제4화  | 畑薙アタック!! 地獄のデスロード    | 하타나기 어택!! 지옥의 데스 로드       | 피에르 스기우라                               | 코지마 마사시                                    | 호리우치 나오키 (堀内直樹)                                                     | 요시다 히로미 (吉田ひろみ) 모리카와 유키 江湧 蓋春垚 葉増堯 | 마지로 이카 카이치 요피                                                   | 4월 25일       |                    |
| 제5화  | 焚き火と牛まつり                   | 모닥불과 소고기 축제                   | 브라질리 앤 야마다                            | 코지마 마사시                                    | 카시마 노리오                                                                  | 토미오카 타카시 이리에 아츠시 (入江 篤) 일영공방 | 마츠오 마사히코 마지로 이카 카이치 요피                                   | 5월 2일        |                    |
| 제6화  | それじゃあまた、いつか             | 그럼 다시, 언젠가                      | 브라질리 앤 야마다                            | 쿠사카베 치즈코 (日下部智津子) 코지마 마사시     | 나가노 타카아키 (永野孝明)                                                     | 요시다 코스케 (吉田巧介) 후쿠나가 준이치 (福永純一) 타케나카 다이키 (竹中大貴) | 마지로 이카 카이치 요피                                                   | 5월 9일        |                    |
| 제7화  | ホラかホンマか回想キャンプ         | 허풍인가 진실인가 돌이켜보는 캠핑      | 피에르 스기우라                               | 코지마 마사시                                    | 나가하마 노리히코 (ながはまのりひこ)                                           | 모리타 유시 요시다 류타 키타지마 유키 오오노 츠토무 후카가와 류이치 (深川龍一) RadPlus | 마츠오 마사히코 토요타 아키코 마지로 이카 카이치 요피                     | 5월 16일       |                    |
| 제8화  | めしテロはじまるよ‼                | 침샘 자극 시작할게!!                   | 스즈모리 유미 (鈴森ゆみ)                      | 코지마 마사시                                    | 스즈키 타쿠마 (鈴木拓磨)                                                       | 키타지마 유키 KAGO 아카미 (あかみ) 카시와기 아야카 (柏木彩花) 車車人 蔡泓鏗 | -                                                                         | 5월 23일       |                    |
| 제9화  | ツーリングと桜めぐり               | 투어링과 벚꽃 순례                     | 브라질리 앤 야마다                            | 무로야 야스시 (室谷 靖)                          | 徐伝峰                                                                         | 하야시 유카 (林由香) 하마히라 아오이 (浜平蒼生) 타카하시 나오유키 (高橋尚千) 키시 히로타케 (岸 寛毅) 田 凱麗 스즈키 FALCO (鈴木FALCO) 蔡鴻達 | 마지로 오사시미마루 이카 카이치 요피                                      | 5월 30일       |                    |
| 제10화 | ちくわと電車と千明のソロキャン     | 치쿠와와 열차와 치아키의 솔로 캠핑     | 피에르 스기우라                               | 오쿠야마 키요시 (奥山 潔) 닛타 치히로 (新田千尋) | 코사카 하루메 (小坂春女)                                                       | 야마나카 준코 (山中純子) | -                                                                         | 6월 6일        |                    |
| 제11화 | 思い出の風景                       | 추억의 풍경                            | 스즈모리 유미                                 | 오쿠야마 키요시 (奥山 潔) 닛타 치히로 (新田千尋) | 스기모토 켄타로 (杉本研太郎)                                                   | 사토 히로아키 모리타 유시 요시다 류타 리 샤오레이 (李少雷) | 토요타 아키코 마츠오 마사히코 마지로 오사시미마루 이카 카이치 요피        | 6월 13일       |                    |
| 제12화 | 4月2日、花見キャンプ               | 4월 2일, 꽃놀이 캠핑                   | 피에르 스기우라                               | 오쿠야마 키요시 (奥山 潔) 닛타 치히로 (新田千尋) | 토사카 신                                                                      | 키타지마 유키 사토 히로아키 오오노 츠토무 요시다 류타 모리타 유시 타케우치 아키라 大野薫野 시드 (シード) 리 샤오레이 | 토요타 아키코 마츠오 마사히코 마지로 이카 카이치 요피 하토리 (羽鳥)       | 6월 20일       |                    |

## 드라마
2020년 1월 10일부터 3월 27일까지 제1기가 TV 도쿄 '목드라 25' 시간대에 방송되었다.
텔레비전 드라마 제1기의 속편으로서 2021년 4월 2일부터 6월 18일까지 제2기가 《유루캠△ 2》의 타이틀로 '목드라 24'에서 방송되었다.